# A nemzet aranya: Titkok könyve
A nemzet aranya: Titkok könyve (National Treasure: Book of Secrets) egy 2007-ben bemutatott amerikai kalandfilm, a 2004-es A nemzet aranya folytatása. A rendező újfent Jon Turteltaub volt, a produceri teendőket is ismét Jerry Bruckheimer látta el; a forgatókönyvet Ted Elliott, Terry Rossio, Gregory Poirier és saját ötletükből a Wibberley testvérek írták.
A bemutató időpontja a világ több országában is megegyezett az észak-amerikaival, így Magyarországon is a december 20-i hétvégére esett.

## Cselekmény
|  | Alább a cselekmény részletei következnek! |

Nem sokkal a polgárháború végét követően John Wilkes Booth és egy másik férfi lép be egy fogadóba, ahol Thomas Gatest keresik. Egy naplót nyújtanak át neki, mely egy titkosított üzenetet tartalmaz; arra ösztönzik az ismert rejtvényfejtőt, dekódolja azt. Ezalatt Booth elindul a színházba, ahol lelövi Abraham Lincoln elnököt. Gatesnek a Playfair kódnyelvvel sikerül lefordítania a szöveget, amely kulcsot nyújt egy kincsestérképhez. A férfi ráébred: a Konföderációhoz még mindig hű emberek a kincset keresik, amivel változtatni tudnának a dolgok menetén. Az ottmaradt férfi fegyvert szegez Gatesre, s fenyegetőzve követeli a naplót. Az elnök meggyilkolása okozta káosz közepette Gates kitép a naplóból több lapot és a kandallóba veti őket, ám közben golyót kap. A konföderációs férfi az oldalak után nyúl, de csak egyet tud kiemelni a tűzből. Gates szavára, miszerint a háború véget ért, azt válaszolja, még csak most kezdődött el. A haldokló utolsó lélegzetével annyit mond ifjú fiának: „Minden ember ezzel törleszt.”
Több mint száz év múlva, Benjamin Gates ükapja történetéről tart előadást egy a polgárháború hőseiről rendezett konferencián, nagy sikert aratva. Az egyik jelenlévő, Mitch Wilkinson azonban felmutat egy lapot, ami állítása szerint a napló tűzből kimentett oldala, amin Thomas Gates neve együtt szerepel Boothéval az összeesküvők között. Ben Gates megfogadja, bebizonyítja őse ártatlanságát.
A megkerült oldalt spektrális analízisnek veti alá, ami segítségével felfedez a napló hátoldalán egy rejtett kódjelet, aminek a megfejtése a Laboulaye Lady. Gates barátjával és társával, Riley Poole-lal Párizsba utazik, ahol ráakadnak a Szabadság-szobor kicsinyített másának fáklyájába vésett szövegre. Az írás a két Resolute-asztalt említi. Gates és Poole a közelebbi nyomába ered, ami a Buckingham-palotában áll. Az akció közben feltűnik a színen Abigail Chase, Gates elhidegült barátnője, aki segítségükre lesz a bejutásban. A páros bejut a terembe, melyben az asztal található, és egy kód megfejtése után kinyílik a titkos rekesz: egy ősi nyelven íródott szöveget tartalmazó fatáblára bukkannak. Eljövet a palotából üldözőbe veszik őket Wilkison és emberei, akik lehallgatják Gates apjának mobiltelefonját. Wilkinson végül megszerzi a táblát, de Gatesnek sikerül előtte fotót készítenie róla.
A szimbólumok megfejtéséhez Gates, apja vonakodása ellenére, édesanyjától kér segítséget, akit Patrick már több mint harminc éve nem látott. Emily egyetemi professzorként egyike azon kevés tudósoknak, akik szakértői a kihalt nyelvnek. A teljes szöveghez azonban a másik Resolute-asztalban található tábla is kell, ez pedig a Fehér Ház Ovális Irodájában található. Abigail ott dolgozó, új barátjának tudtán kívüli segítségével Ben és Abigail bejutnak a kívánt terembe, ahol felfedezik: a tábla már nincs az asztalban, helyén egy pecsét áll: egy tekercset tartó sas képe. Riley szerint ez az elnöki titkok könyvének jele, egy olyan gyűjteményé, amit csak az amerikai elnökök láthatnak és ami dokumentumokat tartalmaz a John F. Kennedy-merényletről, a Watergate-ügyről és az 51-es körzetről is.
Hogy hozzájusson a könyvhöz, Ben belopódzik az elnök Mount Vernonban tartott születésnapi partijára. Előző kalandja által szerzett ismertségét és az elnök építészet iránti érdeklődését kihasználva az épület alatti rejtekalagút felfedezésére buzdítja Amerika első emberét, majd odabenn szembesíti kérésével. Az elnök elárulja, hogy a könyv létezik, és a Kongresszusi Könyvtárban őrzik. Egy kérést is csatol az információkhoz: Gates nézzen utána a 47. oldalnak. Miközben a rendőrség a nyomában van az elnök elrablása miatt, Gates megtalálja a könyvben a második fatábla fényképét és egy bejegyzést, miszerint Coolidge elnök lelt rá 1924-ben, s a kincset elrejtendő készült el a Rushmore-hegyi emlékmű.
Ott Ben, Riley, Abigail és Patrick találkozik Wilkinsonnal, aki túszként magánál tartja Emilyt. Az utolsó rejtvényt, amely a legendás indián aranyváros, Cíbola bejáratához ad kulcsot, csak a férfi tudja. Megtalálják a kincsekkel teli helyet, azonban az emelkedő vízszint arra kényszeríti őket, hogy mihamarabb megkeressék a kiutat a hegy gyomrából. A kijáratot egy kézi emelőszerkezet nyitja, ami azt jelenti, valakinek hátra kell maradnia. Wilkinson, akinek végső célja az, hogy családjának nevét beírja az amerikai történelembe, mint az aranyváros felfedezője, Abigail életének fenyegetésével arra kényszeríti Bent, hogy ő maradjon. Wilkinson és Gates megemelik az ajtót, azonban az áramló víztömeg miatt Ben a kijárathoz sodródik, Wilkinsont pedig fellöki az elszabadult emelőkar. A férfi végül szembenéz sorsával, de arra kéri Gatest, említsék meg nevét a felfedezők között. A Gates család, Abigail és Riley sikeresen kijut.
Az elnök tisztázza Bent, mikor azt állítja, a kalandor nem elrabolta őt, hanem megmentette az életét. Gates Cíbola felfedezői között említi Mitch Wilkinsont is, majd félrevonul az elnökkel, hogy megbeszélje vele a titkok könyvének 47. oldalán állókat.

## Szereplők
| Szereplő                | Színész           | Magyar hang    |
| ----------------------- | ----------------- | -------------- |
| Benjamin Franklin Gates | Nicolas Cage      | Józsa Imre     |
| Patrick Gates           | Jon Voight        | Tordy Géza     |
| Sadusky                 | Harvey Keitel     | Szersén Gyula  |
| Mitch Wilkinson         | Ed Harris         | Epres Attila   |
| Abigail Chase           | Diane Kruger      | Solecki Janka  |
| Riley Poole             | Justin Bartha     | Görög László   |
| Az USA elnöke           | Bruce Greenwood   | Kautzky Armand |
| Emily Appleton          | Helen Mirren      | Földi Teri     |
| Dr. Nichols             | Albert Hall       | Faragó András  |
| Thomas Gates            | Joel Gretsch      | Lux Ádám       |
| John Wilkes Booth       | Christian Camargo | ?              |

## Nevezetes színterek
A filmben az alábbi világhíres helyeken, épületeken át vezet a szereplők útja:
- A New York-i szabadság-szobor kicsinyített párizsi másolata a Grenelle-híd közelében
- A Buckingham-palota
- A Fehér Ház
- Mount Vernon
- A Kongresszusi Könyvtár
- Rushmore-hegy

## Weboldal
A Disney átalakította az első részt hivatalos weboldalát Archiválva 2004. június 6-i dátummal a Wayback Machine-ben a folytatás számára. 2006. november 15-én a Disney Enterprises két domainnevet is regisztráltatott a filmhez: a NationalTreasure2TheBookofSecrets.comot és a TheBookofSecretsNationalTreasure2.comot.

## Regényváltozat
A Disney Press 2007. november 6-án jelentette meg a forgatókönyvön alapuló hivatalos regényváltozatot National Treasure 2: Book of Secrets The Junior Novel címmel. Egyes mozzanatokban a történet eltér a filmtől, mivel a forgatókönyv némileg megváltozott a forgatás során a kezdeti formájához képest. A regénnyel egy napon került a boltokba a Changing Tides: A Gates Family Mystery címet viselő ifjúsági regény, amelynek helyszíne Anglia 1612-ben, s első része a Gates családról tervezett, történelmi időkben játszódó könyvsorozatnak. A Changing Tides epilógusa olvasható a National Treasure-könyv hátoldalán.